# Microgaster heterocera
Microgaster heterocera är en stekelart som beskrevs av De Saeger 1944. Microgaster heterocera ingår i släktet Microgaster och familjen bracksteklar. Inga underarter finns listade i Catalogue of Life.